# Addams Family (1991)
Addams Family (The Addams Family) ist eine US-amerikanische Horrorkomödie von Barry Sonnenfeld aus dem Jahr 1991. Die Figuren basieren auf den Cartoons The Addams Family von Charles Addams. Zwei Jahre später entstand die Fortsetzung Die Addams Family in verrückter Tradition.

## Handlung
Gomez Addams, Oberhaupt der Addams-Familie, hat nach vielen Jahren immer noch Schuldgefühle wegen eines Streits mit seinem Bruder Fester, in dessen Folge Fester auszog und die Familie hinter sich ließ. Seiner Frau Morticia und dem Eiskalten Händchen, einer selbständig umherkrabbelnden Menschenhand, erzählt Gomez seine Zweifel über die am Abend stattfindende Seance, in der bereits zum 25. Mal versucht werden soll, mit Fester Kontakt aufzunehmen.
Gleich darauf bekommt Gomez Besuch von seinem Buchhalter Tully Alford. Tully ist hochverschuldet und versucht unter dem Vorwand eines Fester-Addams-Offshore-Rentenfonds Geld von Gomez zu bekommen, was dieser jedoch ablehnt. Tully und seine Frau Margaret werden aber trotzdem eingeladen, an der Seance teilzunehmen. Gleich nachdem Tully wieder in seinem Büro ist, bekommt er Besuch von Abigail Craven – seiner Gläubigerin – und ihrem Sohn Gordon, die ihn dazu zwingen wollen, seine Schulden zu bezahlen. Da Gordon Fester sehr ähnlich sieht, kommt Tully auf die Idee, dass Gordon sich als Fester ausgeben könnte, um so Zutritt zu dem riesigen Familienvermögen der Addams zu bekommen.
Die beiden willigen ein, und bei der Seance taucht – sehr zur Freude von Gomez – endlich sein lange vermisster Bruder auf. Begleitet wird er von Abigail, die unter falscher Identität auftritt und eine Geschichte über Festers Vergangenheit unterbreitet, welche von der Addams-Familie zunächst geglaubt wird. Gordon verkündet die Absicht, nur eine Woche zu bleiben. Um die Zeit gut zu nutzen, gehen Gomez und Gordon bereits am nächsten Tag in die Gruft und Gordon wirft dabei einen kurzen Blick auf die Schatzkammer der Addams. Jedoch fällt bei dem Ausflug auf, dass Gordon Fragen bezüglich Festers Vergangenheit nicht beantworten kann. In den folgenden Tagen mehren sich bei Gomez die Zweifel, ob er es nicht mit einem Hochstapler zu tun hat. Diese Zweifel kann Abigail vorerst zunichtemachen. Zur selben Zeit freundet sich Gordon mit den Kindern Pugsley und Wednesday an und durch Annäherungen von Gomez und Morticia bekommt er das erste Mal das Gefühl der Zugehörigkeit.
Am letzten gemeinsamen Abend hat die Familie eine Abschiedsfeier für Fester geplant und den gesamten Familienclan eingeladen. Während Gordon und Abigail sich absprechen, werden sie von Wednesday belauscht, die die beiden als Betrüger entlarvt. Gordon versucht, sie zu fangen, Wednesday gelingt aber die Flucht durch einen Geheimgang. Um keinen Verdacht zu erregen, geht Gordon auf die Party und kann bei der Mamushka-Tanzdarbietung, einer alten Familientradition, überraschend gut mithalten.
Von Gästen erfährt Tully, dass Fester vor Gomez in der Erbfolge steht und das ganze Anwesen ohnehin ihm gehören würde. Dies nutzen die Betrüger nach der Feier aus und verriegeln die Tür, während die Familie damit beschäftigt ist, Wednesday wiederzufinden. Da Gomez vor Gericht keine Chance hat, bleibt den Addams keine Wahl, als auszuziehen. Um Geld zu verdienen, arbeitet Morticia in einem Kindergarten, eiskaltes Händchen liefert Pakete aus, und Pugsley und Wednesday verkaufen Getränke. Lediglich Gomez sitzt nur vor dem Fernseher und schaut Talkshows. Indes versuchen Tully, Abigail und Gordon, in die Gruft zu gelangen. Da Gordon sich jedoch nicht gemerkt hat, an welcher von der Decke hängenden Kette man am Eingang ziehen muss, um in die unterirdischen Katakomben zu gelangen, scheitern sie jedes Mal.
Gordon quält sein Gewissen, und er hat Zweifel, ob er das Richtige getan hat. Am meisten leidet allerdings Gomez unter der erneuten Trennung und dem Verlust seines Heims. Morticia, die immer noch davon überzeugt ist, dass es sich bei Gordon um ihren Schwager handelt, macht sich daraufhin allein auf den Weg nach Hause, um mit ihm zu reden, wird aber gefangen genommen. Eiskaltes Händchen (das Morticia gefolgt war) erzählt mittels Gebärdensprache und Morsezeichen Gomez, was vorgefallen ist, und dieser macht sich sofort auf den Weg, Morticia zu befreien. In einem Fechtkampf mit Tully kann er zwar die Oberhand gewinnen, jedoch bedroht Abigail Morticia mit einer Pistole und fordert Gomez auf, den Weg zur Gruft freizulegen. Gordon, der alles noch abwenden will, wird von der dominanten Art seiner Mutter derart gekränkt, dass er aus dem Bücherregal ein verzaubertes Buch entwendet und es auf Tully und Abigail richtet. Tully, der schon zuvor Bekanntschaft mit den magischen Büchern gemacht hat, weiß, dass diese Bücher den Inhalt in die Realität projizieren, und versucht noch, ihn zu warnen. Gordon ist jedoch in diesem Augenblick alles egal, und er entfesselt die Kraft eines Hurricanes. Während Gordon von einem Blitz getroffen wird, werden Tully und Abigail durch die Luft geschleudert und landen auf dem Familienfriedhof in zwei für sie schon vorgefertigten Gräbern, die Pugsley und Wednesday vorher ausgehoben hatten. Durch den Blitzschlag wird Gordon letztendlich klar, dass er Fester ist und es die ganze Zeit über war. Vor 25 Jahren hatte er einen Schiffsunfall im Bermuda-Dreieck und litt seitdem unter Amnesie.
Einige Zeit später ist die Welt wieder in Ordnung. Fester lebt mit seiner Familie im Addams-Anwesen, Tullys Frau Margaret hat inzwischen eine Beziehung mit Gomez’ Cousin Itt angefangen, und Morticia erzählt Gomez, dass sie ein drittes Kind erwartet.

## Kritiken
Roger Ebert schrieb in der Chicago Sun-Times vom 22. November 1991, zahlreiche Szenen seien witzig, aber nicht in dem Maß, in dem er es nach den Trailern erwartet hätte.
Rita Kempley lobte in der Washington Post vom 22. November 1991 die Darstellungen von Anjelica Huston und Raúl Juliá.
Das Lexikon des internationalen Films beurteilt den Film als „dünne Kinogeschichte“, bei der „das immer gleiche Strickmuster des an sich wirkungsvollen schwarzen Humors […], auf Spielfilmlänge ausgedehnt, erheblich an Reiz [verliert].“

## Synchronisation
Die Synchronisation übernahm die Neue Tonfilm München Gesellschaft für Film- und Synchronproduktion GmbH nach dem Dialogbuch und unter der Dialogregie von Pierre Peters-Arnolds.
| Figur                                   | Darsteller        | Deutscher Sprecher |
| --------------------------------------- | ----------------- | ------------------ |
| Gomez Addams                            | Raúl Juliá        | Wolfgang Hess      |
| Morticia Addams                         | Anjelica Huston   | Heidi Treutler     |
| Fester Addams / Gordon Craven           | Christopher Lloyd | Michael Gahr       |
| Wednesday Addams                        | Christina Ricci   | Laura Maire        |
| Pugsley Addams                          | Jimmy Workman     | Gabor Gomberg      |
| Großmutter Addams                       | Judith Malina     | Margit Weinert     |
| Abigail Crane / Dr. Greta Pinderschloss | Elizabeth Wilson  | Haide Lorenz       |
| Tully Alford                            | Dan Hedaya        | Horst Sachtleben   |
| Margaret Alford                         | Dana Ivey         | Gudrun Vaupel      |
| Richter Womack                          | Paul Benedict     | Thomas Reiner      |

## Veröffentlichungen
Aufgrund einer komplizierten Rechtslage (Orion Pictures Corporation begann kurz vor der Insolvenz die Filmproduktion, welche noch vor Kinostart von Paramount Pictures übernommen wurde) war der Film in Deutschland offiziell lange nicht auf DVD erhältlich. Erst am 11. Oktober 2013 wurde der Film in Deutschland sowohl auf DVD als auch auf Blu-ray Disc veröffentlicht.

## Auszeichnungen
Ruth Myers wurde im Jahr 1992 für die Kostüme für den Oscar nominiert. Anjelica Huston wurde 1992 für den Golden Globe nominiert.
Der Film erhielt 1993 vier Nominierungen für den Saturn Award, darunter für Raúl Juliá, Christina Ricci und als Bester Fantasy-Film. Er erhielt außerdem zwei Nominierungen für den BAFTA Award, darunter für das Make-up.
Marc Shaiman gewann 1992 den Film and Television Music Award der American Society of Composers, Authors and Publishers. Jimmy Workman gewann 1993 den Young Artist Award, Christina Ricci wurde für den gleichen Preis nominiert.
Addams Groove erhielt 1992 die Goldene Himbeere als schlechtester Filmsong.

## Trivia
Die von Lurch gesteuerte Familienlimousine ist ein 1932er Packard 903 Eight Deluxe Convertible Sedan mit einer Karosserie des Herstellers Dietrich.